# كيتا إيشيدا
كيتا إيشيدا (باليابانية: 石堂 圭太) (مواليد 4 يونيو 1992) هو لاعب كرة قدم ياباني.

## وصلات خارجية
- كيتا إيشيدا على موقع رابطة كرة القدم اليابانية للمحترفين (اليابانية)
- كيتا إيشيدا على موقع Soccerway.com (الإنجليزية)